# Les Aventuriers de l'art moderne
 (décembre 2024).
Les Aventuriers de l'art moderne est une série d'animation française réalisée par Amélie Harrault, Pauline Gaillard et Valérie Loiseleux. Elle a été diffusée en France en décembre 2015 sur Arte.

## Synopsis
Mêlant documents d’archive et techniques d’animation traditionnelle (peinture sur verre, papiers découpés, encre, gouache...), Les aventuriers de l'art moderne raconte la vie intime des artistes et des intellectuels de la première moitié du XXe siècle (de 1900 jusqu'à la Libération).
Par son approche audacieuse, novatrice et visuellement splendide, la série révolutionne le documentaire d'art : les peintures en mouvement, les dessins, les archives animées servent le propos, ajoutant une émotion visuelle à celle de l'histoire.
Scandales, célébrations, tragédies et triomphes : sous le pinceau, le documentaire se transforme en tableau vivant. À travers ces photos animées et ces peintures mouvantes, Pablo Picasso, Henri Matisse, Guillaume Apollinaire, Chaïm Soutine, Salvador Dali, Jean Cocteau, Kiki de Montparnasse, Gertrude Stein, André Gide, André Malraux, André Breton et les autres aventuriers de l'art moderne ressuscitent, d'une manière troublante et magnifique.

## Fiche technique
- Titre : Les Aventuriers de l'art moderne
- Titre international : The Adventurers of Modern Art
- Réalisation : Amélie Harrault, Pauline Gaillard et Valérie Loiseleux
- Scénario : Dan Franck
- Musique originale : Pierre Adenot
- Animation : Amélie Harrault
- Montage : Pauline Gaillard (épisodes 1 à 3), Valérie Loiseleux (épisodes 4 à 6)
- Production : Silex Films, Arte France, Financière Pinault
- Pays :  France
- Durée : 6x52 minutes
- Date de sortie : 2015
- Copyright : Silex Films - Arte France

## Voix
- Amira Casar : narratrice

## Distinctions
Prix
En 2016, la série reçoit le prix du Meilleur Programme « Arts & Performance » au Festival international des médias de Banff, l'EuroFipa d'honneur pour l'auteur Dan Franck au FIPA.
En 2015, Les Aventuriers de l'art moderne est primé comme Meilleur documentaire par le Syndicat français de la critique de cinéma et des films de télévision et reçoit le prix de la Meilleure série documentaire aux Lauriers de la Radio et de la Télévision (Club de l'audiovisuel).
La série a également reçu le prix du meilleur Duo TV auteur-producteur aux Trophées du film français 2016, le prix Italia 2015, le BIPS (Best International Project Showcase) au Sunny Side of the Doc 2013 et était présent au Round Table Arts & Culture Pitch au IDFA Forum 2013.
Nominations
Les Aventuriers de l'art moderne a été sélectionnée pour le Festival international du film sur l'art de Montréal 2017, le Festival international du film d'histoire de Pessac 2016, le FILAF de Perpignan 2016, le Festival international des scénaristes de Valence 2016, le Festival national du film d'animation de Bruz 2015 et le Festival international du film d'animation d'Annecy en 2015.